# Wilhelm Hudelmaier
Wilhelm Hudelmaier (* 1934 in Schlichten, Baden-Württemberg; † 2000) war ein deutscher verurteilter Straftäter, der in den 1970er-, 1980er- und 1990er-Jahren bei 19 Raubzügen und Geiselnahmen gemeinsam mit Herbert Franz Jacoby rund 20 Millionen D-Mark erbeutete. Bekanntheit erlangte Hudelmaier durch die Entführung der Schlecker-Kinder, bei der er 9,6 Millionen D-Mark erpresste.

## Leben
Die kriminelle Karriere Hudelmaiers begann 1975 mit einem ersten Banküberfall. Danach gelang es ihm, die Polizei 23 Jahre lang an der Nase herumzuführen. Hudelmaier erweckte stets den Eindruck eines biederen, wackeren Schwaben. Auch später während des Prozesses machte er immer einen manierlichen Eindruck. Er galt als gepflegter, ruhiger und intelligenter Mann, und sogar seine Opfer beschrieben Hudelmaier als höflich und zuvorkommend – aber eiskalt.
Sein bekanntester und größter Fall war die Entführung der Schlecker-Kinder, bei der es der Polizei
trotz einer fast 100 Mann starken Sonderkommission nicht gelang, Hinweise auf die Täter zu finden. In ihrer Verzweiflung ermittelten die Beamten damals sogar im Kollegenkreis. Auch Anton Schlecker geriet in Verdacht, die Entführung seiner eigenen Kinder selbst inszeniert zu haben. Insgesamt erbeutete Hudelmaier gemeinsam mit Jacoby bis zum Jahr 1998 rund 20 Millionen D-Mark, die überwiegend verprasst wurden – durch Spekulationen mit Optionsscheinen, mit Warentermingeschäften, seitens Hudelmaier aber vor allem durch eine luxuriöse Lebensweise.
Spätestens seit Mitte der 1980er-Jahre wusste Hudelmaier, dass er an Leukämie leidet. Anfang der 1990er-Jahre kam es deshalb erstmals zu einem Krankenhausaufenthalt mit Bestrahlung und Chemotherapie. Die Kosten der Behandlung soll er möglicherweise mit einem Teil der Beute bezahlt haben. Nach der Entlassung aus dem Hospital zog Hudelmaier in eine kleine Zwei-Zimmer-Wohnung in Mannheim. Dort wurde das Geld in den folgenden Jahren allmählich knapp. Hudelmaier nahm deshalb erneut Kontakt zu Jacoby auf, und beide begannen mit den Planungen für einen weiteren großen Coup. In Ehingen – in unmittelbarer Nachbarschaft der Schleckers – überfielen sie 1998 einen Bankdirektor und seine Frau im Schlafzimmer. Dann erpressten sie die Herausgabe von 1,9 Millionen D-Mark, die Geldscheine waren allerdings präpariert. Rund zwei Wochen später wurde Hudelmaier gefasst – er war zu diesem Zeitpunkt bereits 64 Jahre alt.
Nach seiner Festnahme erfuhr Hudelmaier in den Medien auch angesichts seines überraschenden Alters eine zunehmend positive Darstellung. Er wurde beispielsweise als „Gentleman-Gangster“ beschrieben und habe auch vor Gericht nie den Eindruck erweckt, das ihm zugesprochene Gefährdungspotenzial zu besitzen. Auch die Tatsache, mehr als zwei Jahrzehnte lang unerkannt ein Verbrechen nach dem anderen begangen zu haben sowie sein offensichtlicher Trickreichtum wurden in der Öffentlichkeit mit Verblüffung zur Kenntnis genommen. Im Rahmen der Doku-Reihe Die großen Kriminalfälle wurde die Geschichte von Hudelmaier und Jacoby sogar verfilmt.
Im Jahr 1999 wurde Wilhelm Hudelmaier vom Landgericht Ulm zu dreizehneinhalb Jahren Haft verurteilt. Nur ein Jahr später starb er in der Haftanstalt an den Folgen seiner Erkrankung.